# برج توکیو
برج توکیو (به ژاپنی:東京タワー) (تلفظ:Tōkyō tawā) نام برجی مخابراتی و تفریحی در پارک شیبا در توکیو می‌باشد. این برج 332٫9 متر (۶۵۱ متر از سطح دریا) ارتفاع دارد و بعد از برج توکیو اسکای تری، دومین سازه بلند توکیو است و بلندترین برج فولادی متکی به خود در جهان نیز محسوب می‌شود. در ساخت برج مشبک توکیو، از برج ایفل الهام گرفته شده‌است.

## نگارخانه

برج توکیو در جریان ساخت در ۲۵ فوریه سال ۱۹۵۸ میلادی
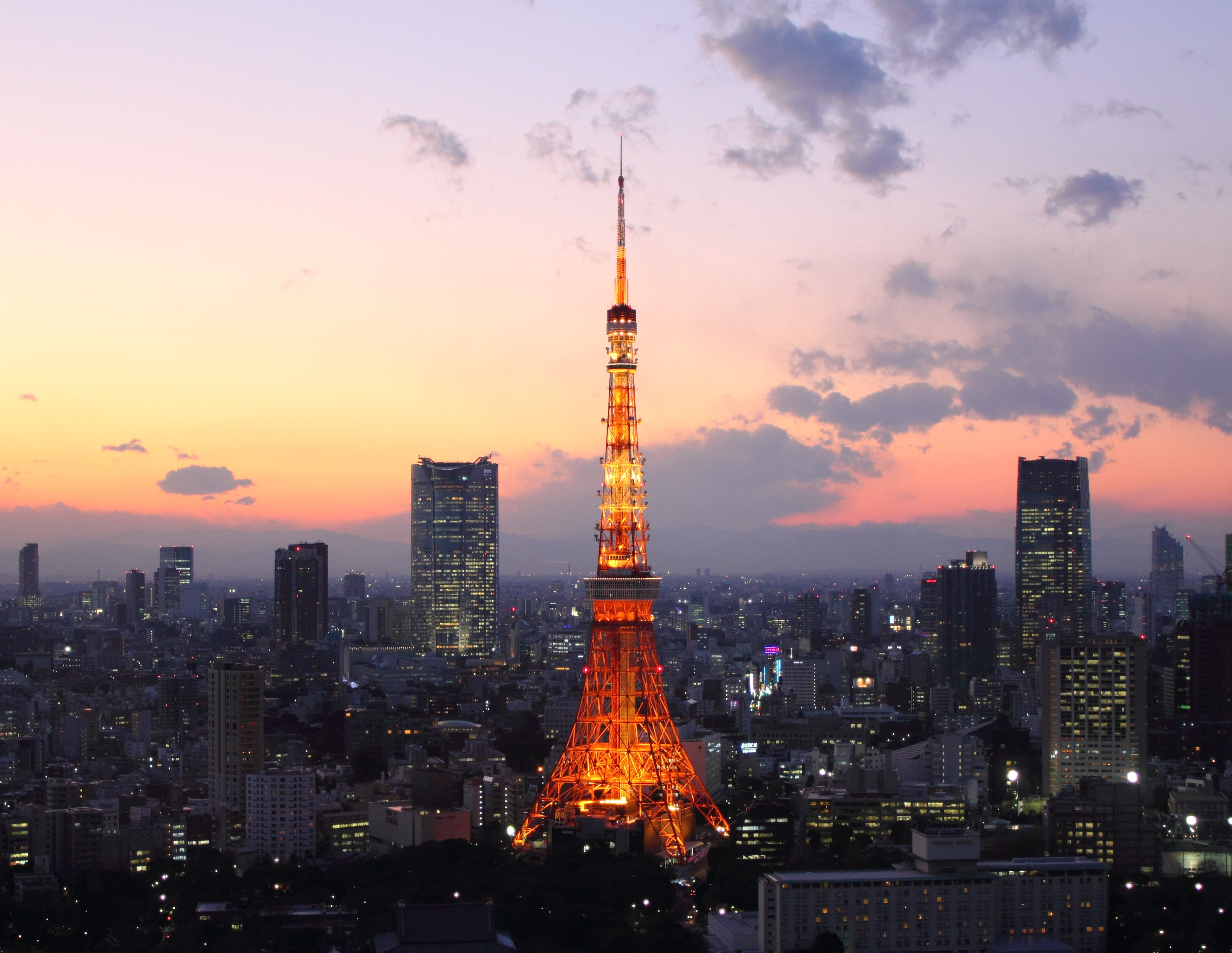
برج توکیو ۲۷ ژانویه ۲۰۱۲
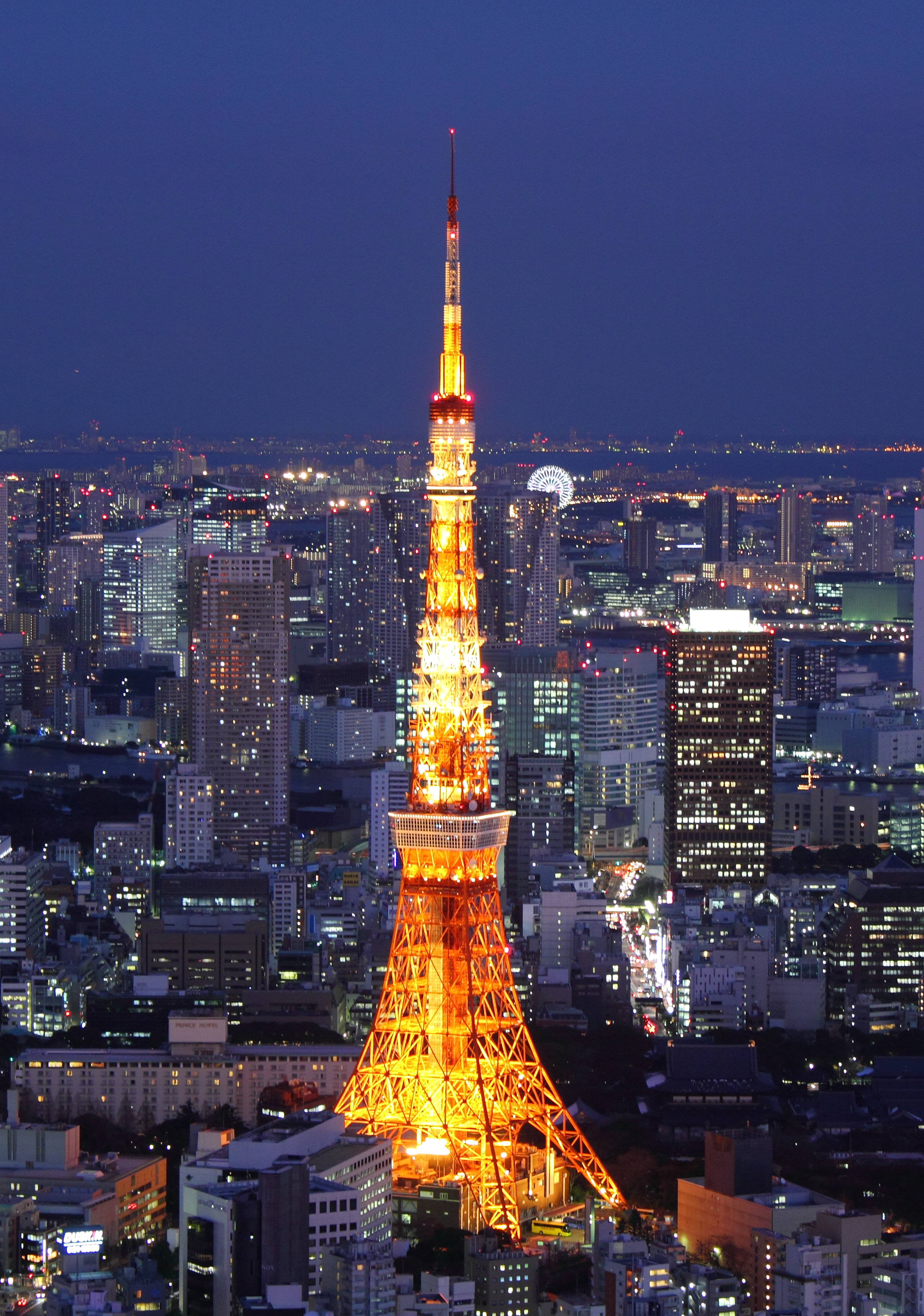